# Marcus Aurelius triumfbåge
Marcus Aurelius triumfbåge (latin: Arcus Marci Antonini) var en triumfbåge på centrala Marsfältet i antikens Rom. Den uppfördes på initiativ av romerska senaten efter kejsar Marcus Aurelius segrar i markomanniska krigen. Den omnämns i Einsiedeln-itinerariet.